# Mauser HSc
Mauser HSc — німецький самозарядний пістолет часів Другої світової війни, який розробив у 1935–1937 р. конструктор Алекс Зайдель. На озброєння Вермахту, був прийнятий у 1941 році.

## Історія створення та маркування
Пістолет Mauser HSc був розроблений як компактна зброя для самооборони, також придатна для прихованого носіння, відомою німецькою фірмою Маузер у 1937–1938 роках. Ні один з пістолетів Маузера до цього моменту не мав самозводу, і взагалі (нім. HSc) не був продовженням більш ранніх кишенькових пістолетів Маузера. Це був абсолютно новий проєкт для фірми Mauser-Werke.
Позначення HSc є скороченням від (нім. Hahn-Selbstspanner pistole ausfurung C), або пістолет з самозвідним курком, 3-тя (С) модифікація.

## Опис конструкції
З особливостей конструкції слід відзначити наступне: ствол фіксується на рамці за допомогою заскочки, що знаходиться всередині спускової скоби, та може бути знятий при розбиранні. Поворотна пружина знаходиться навколо ствола.

Курок практично повністю схований затвором, зовні виступає лише невелика плоска спиця, яка дозволяє за необхідності звести курок вручу, але практично виключаючи можливість зачепитись курком за одежу при вийманні зброї. Крім того, така конструкція зменшує імовірність попадання бруду всередину зброї.
Запобіжник розташований на затворі зліва і при включенні (нижнє положення) він відводить задню частину ударника від курка та блокує ударник, так що випадковий постріл повноцінно виключаєтеся.
Форма пістолета та прицільні засоби так само оптимізовані для прихованого носіння: мушка невеликої висоти, схована в поздовжній канавці, зробленій у затворі, не виступає за контур зброї, що зменшує можливість зачепитись нею за одяг або спорядження при вийманні пістолета. Засувка магазина розташована в нижній частині руків'я. Місткість Магазина — 7 або 8 патронів, залежно від калібру.
Автоматика самозарядного пістолета HSc працює на принципі відбою затвора. Курок майже повністю втоплений, однак його частина, яка виступає, дозволяє зводити його великим пальцем руки. При цьому форма курка така, що у зведеному і розрядженому стані закриває заглиблення в тильній частині затвора. Коли затвор повертається назад, курок зводиться, а поворотна пружина віджимається. При поверненні затвора у вихідне положення перший патрон з магазина досилається у патронник. Поверхня патронника має поперечні риски, що збільшують тертя під час виходу гільзи з патронника і у такий спосіб уповільнює відкриття затвора.
Після відстрілу останнього патрона затвор залишається у відкритому положенні. Закривається затвор після того, як буде вставлений новий магазин.

## Використання та виробництво
З початком Другої світової війни практично весь випуск цих пістолетів пішов на озброєння німецької військової машини, загалом — авіації і флоту.
За період Другої світової війни було виготовлено 250 000 зразків цієї зброї.
Після закінчення Другої світової війни випуск пістолетів було припинено і відновлено тільки у 1970 році, коли відроджена фірма Маузер почала виготовляти Mauser HSc для експорту. При цьому до калібру 7,65 мм додався варіант калібру 9×17 мм Браунінг. Виробництво тривало приблизно до 1977 року, коли ліцензія на Mauser HSc була продана одній італійській компанії.
Наприкінці 2005 року з'явилися повідомлення про виготовлення травматичного варіанту Mauser HSc. Нова зброя отримала назву Mauser HSc Mod 90, але не виправдала очікувань шанувальників «травматики». Почали з'являтися повідомлення про випадки пошкодження зброї при стрільбі, але провину переклали на виробників набоїв.